# Вьорджил Фінлі
Вьорджил Фінлі (англ. Virgil Finlay; 23 липня 1914 — 18 січня 1971) — американський ілюстратот пульп-фентезі, наукової фантастики та жахів. Його називають «частиною історії Pulp-журналів... один із провідних авторів оригінальних та творчих творів мистецтва для найбільш пам'ятних видань наукової фантастики та фентезі нашого часу». Працюючи в різних техніках, від гуаші до олійних фарб, Фінлі спеціалізувався і прославився завдяки детальним малюнкам пером і тушшю, виконаним у техніках штрихування, перехресного штрихування та скретч-дошки. Незважаючи на дуже трудомісткий і тривалий характер своєї спеціальності, Фінлі створив понад 2600 графічних робіт за свою 35-річну кар'єру.
У 2012 році Фінлі був включений до Зали слави наукової фантастики і фентезі.

## Життєпис
Вьорджил Ворден Фінлі народився і виріс у Рочестері, Нью-Йорк; його батько, столяр Ворден Г'ю Фінлі, помер у віці 40 років у розпал Великої депресії, залишивши свою сім'ю (вдову Рубі та двох дітей, Жана та Вергілія) у скрутному становищі. У старших шкільних роках Вірджил Фінлі виявляв свою пристрасть до мистецтва та поезії, і відкрив для себе предмети свого життя в публіцистичних журналах тієї епохи — наукову фантастику в «Емейзін сторіз» (1927), фентезі та жахи в «Вейрд тайлес» (1928)… і почав виставлятися у віці 16 років. До 21 року він був достатньо впевнений у своїй творчості, щоб надіслати шість творів без запиту редактору Фарнсворту Райту в «Вейрд тайлес», який вирішив, що така детальна робота буде успішно перенесена на відносно грубий папір, який використовувався в журналі (Pulp-журнали так описувалися через їх якість паперу). Райт почав купувати роботу Фінлі, яка дебютувала ілюстраціями до трьох різних історій у грудневому номері 1935 року і з'явилася в 62 випусках, включаючи останній у вересні 1954 року. Він також створив 19 кольорових обкладинок для номерів «Вейрд тайлес» з лютого 1937 року по березень 1953 року.

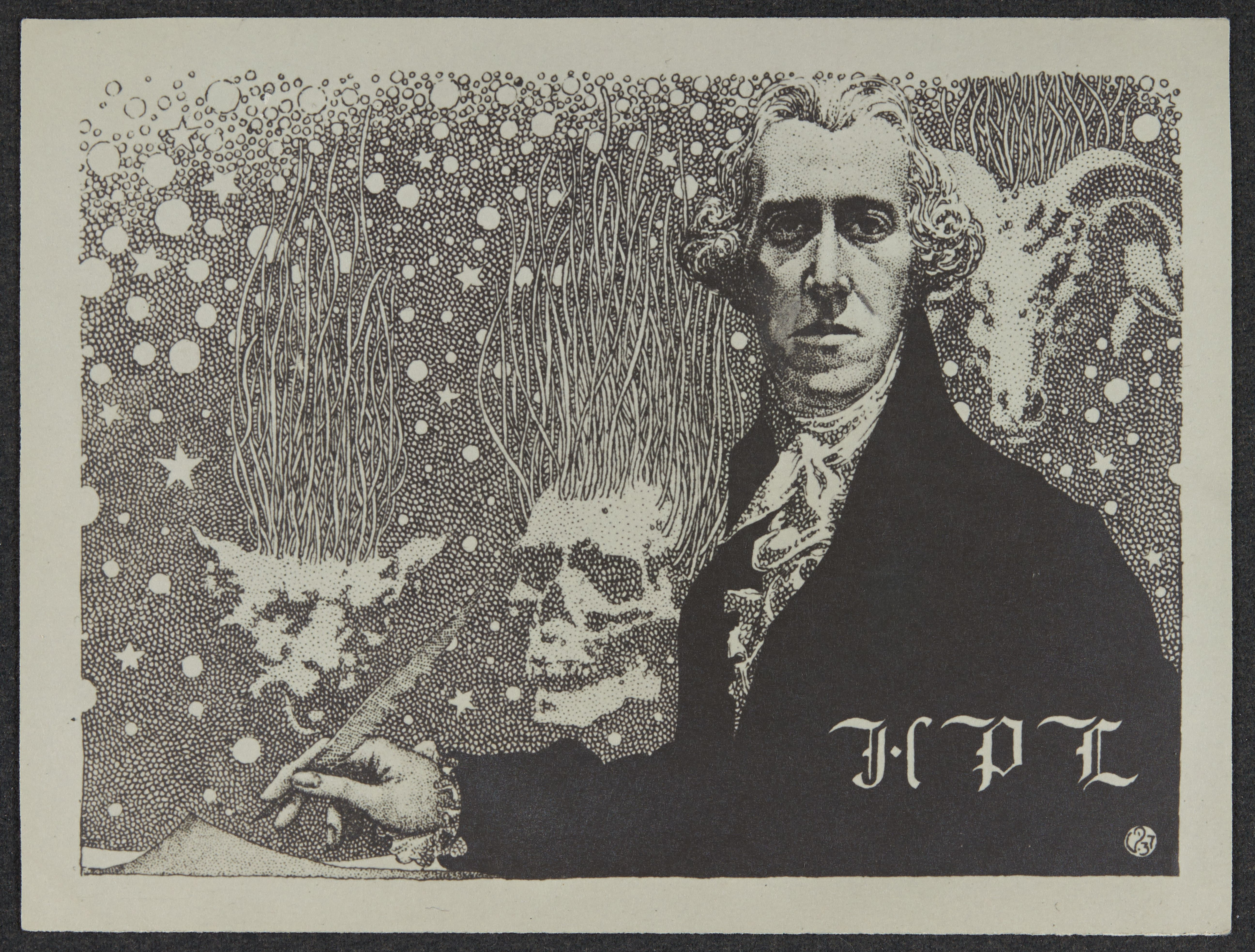
Ілюстрація Фінлі про Е. П. Лавкрафта як джентльмена XVIII століття, 1937 рік

Після свого дебюту в 1935 році Фінлі швидко перейшов на інші видання; він одразу став хітом. У 1938 році він пішов працювати на Абрахама Мерріта в The American Weekly, переїхавши з Рочестера до Нью-Йорка. 16 листопада 1938 року він одружився з Беверлі Стайлз, яку знав у дитинстві в Рочестері, і в якийсь момент прийняв юдаїзм. У 1937 році він зробив ілюстрацію до першої частини роману Лавкрафта «Надприродні жахи в літературі», яка мала бути опублікована в журналі Science-Fantasy Correspondent. Коли цей журнал припинили виходити, він був використаний на обкладинці випуску Amateur Correspondent за квітень-травень 1937 року. Це зображення стало одним із найвидатніших художніх зображень Лавкрафта.
Під час Другої світової війни Фінлі служив в армії США та брав участь у бойових діях у південно-західній частині Тихого океану, зокрема на Окінаві, і протягом трьох років військової служби малював плакати та ілюстрації для Служби морального духу. Він відновив свою художню кар'єру після демобілізації, виконуючи значну кількість робіт для науково-фантастичних журналів і книг. У 1950-х роках, коли ринок журналів для дорослих звузився, Фінлі звернувся до астрологічних журналів як до нового місця для свого мистецтва. У 1953 році він отримав одну з перших премій Г'юго як найкращий «ілюстратор інтер'єрів» попереднього року; художники обкладинок та ілюстратори інтер'єрів після цього неодноразово отримували премію Г'юго як найкращі художники під різними іменами. Його також назвали найкращим художником 1945 року в 50-річному ретро-Г'юго 1996 року.
Протягом усього дорослого життя Фінлі також писав вірші. Практично жоден з них не був опублікований за його життя, хоча певний доробок був надрукований посмертно
На початку 1969 року Фінлі довелося перенести серйозну операцію з приводу раку. Він одужав настільки, що на деякий час повернувся до роботи, але рак повернувся, і на початку 1971 року Фінлі помер від хвороби у віці 56 років. Фінлі ледь не пропустив відродження інтересу до своїх робіт з початку 1970-х років. Дональд М. Грант і Джеррі де ла Рі опублікували серії колекцій робіт Фінлі після смерті художника. Пізніші книги, видані видавництвом Underwood-Miller, містять ілюстрації з видань Джеррі де ла Рі, а також додаткові матеріали. Трохи пізніше покоління шанувальників фентезі познайомилося з творчістю Фінлі завдяки передрукам його ранніх робіт у журналі для фанатів фільмів жахів «Замок Франкенштейна», а також завдяки прекрасному письму, що надало значущості цьому журналу.
«Дороги», фентезійна повість Сібері Квінна, вперше опублікована в січні 1938 року «Дивні історії» з обкладинкою та інтер'єрними ілюстраціями Фінлі, була опублікована дуже обмеженим тиражем у Arkham House у 1948 році. Нещодавно видавництво Red Jacket Press передрукувало його факсимільне копіювання ХХІ століття.

## Колекції
- Вьорджил Фінлі (Дональд М. Грант, 1971)
- Книга астрологічних нарисів (Дональд М. Грант, 1975) вступ Беверлі С. Фінлі та Роберта Престопіно
- Жінки Фінлі (1976) — портфоліо малюнків
- Ілюстрації Фінлі до Weird Tales (Showcase Art Productions, 1976) — портфоліо малюнків
- Жінки епохи (Underwood-Miller, 1992)
- Дивна наука (Underwood-Miller, 1993)
- Фантазми (Underwood-Miller, 1993)
- Далеко за межами Вірджила Фінлі (Чарльз Ф. Міллер, 1994)

### Книги видавництваGerry de la Ree
- Втрачені малюнки Фінлі: для Шекспіра «Сон літньої ночі» (1975) з Джеррі де ла Рі
- Книга Вьорджила Фінлі (1976)
- Друга книга Вьорджила Фінлі (1978)
- Третя книга Вьорджила Фінлі (1979)
- Четверта книга Вьорджила Фінлі (1979)
- П'ята книга Вьорджила Фінлі (1979)
- Шоста книга Вьорджила Фінлі: Роки астрології (1980)
- Сьома книга Вьорджила Фінлі — пам'ять про Вірджила Фінлі (1981)

## Галерея

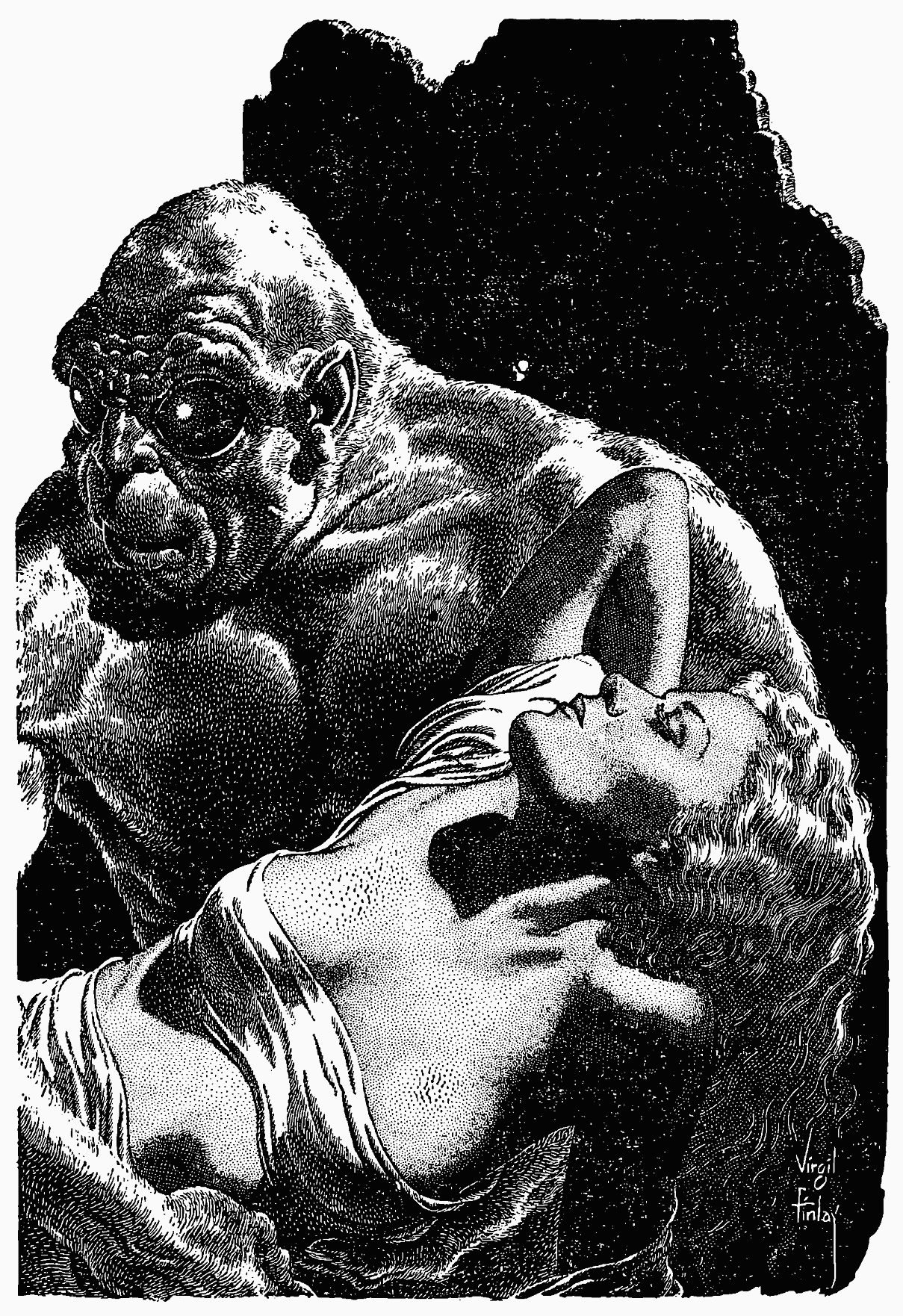
Роман Герберта Веллса «Машина часу» (Серпень 1950 року)
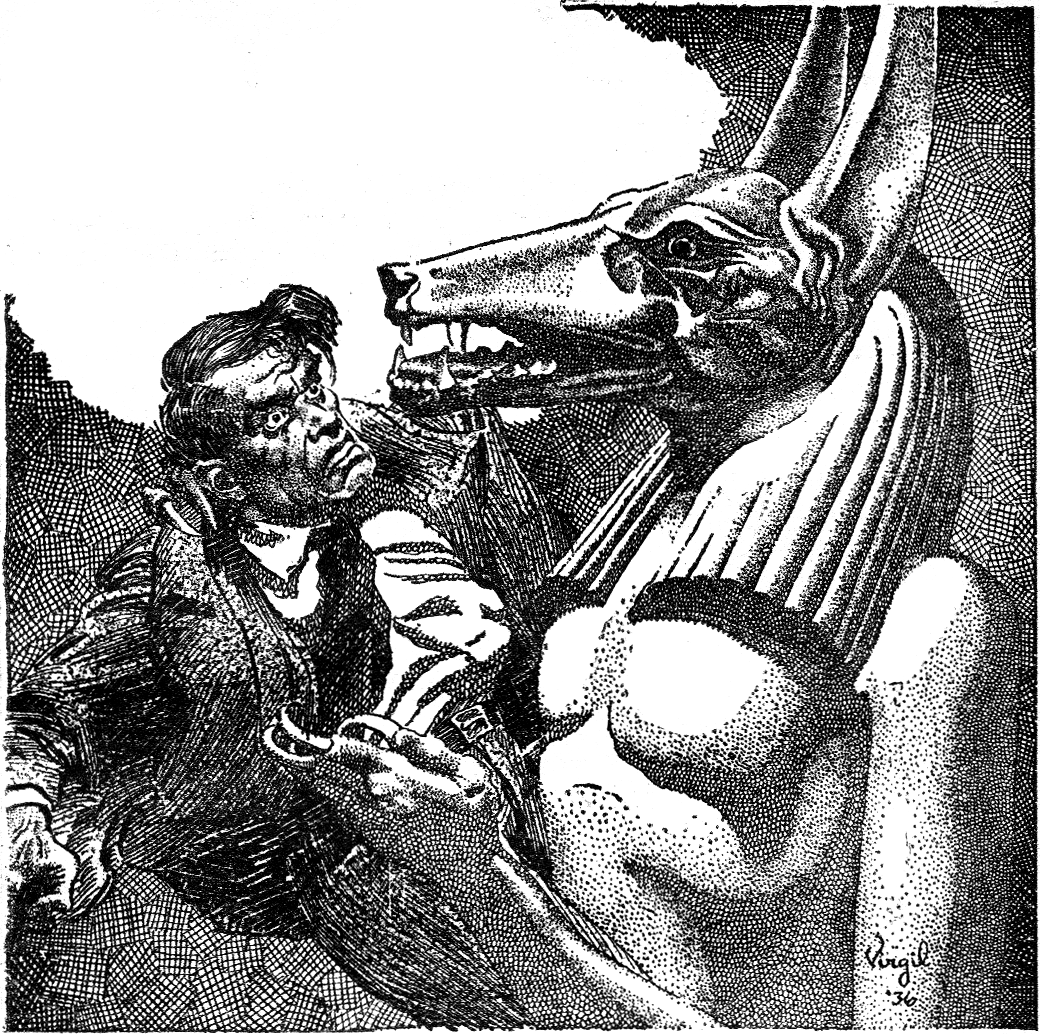
Головна ілюстрація з оповідання "Відкривач шляху" (жовтень 1936)
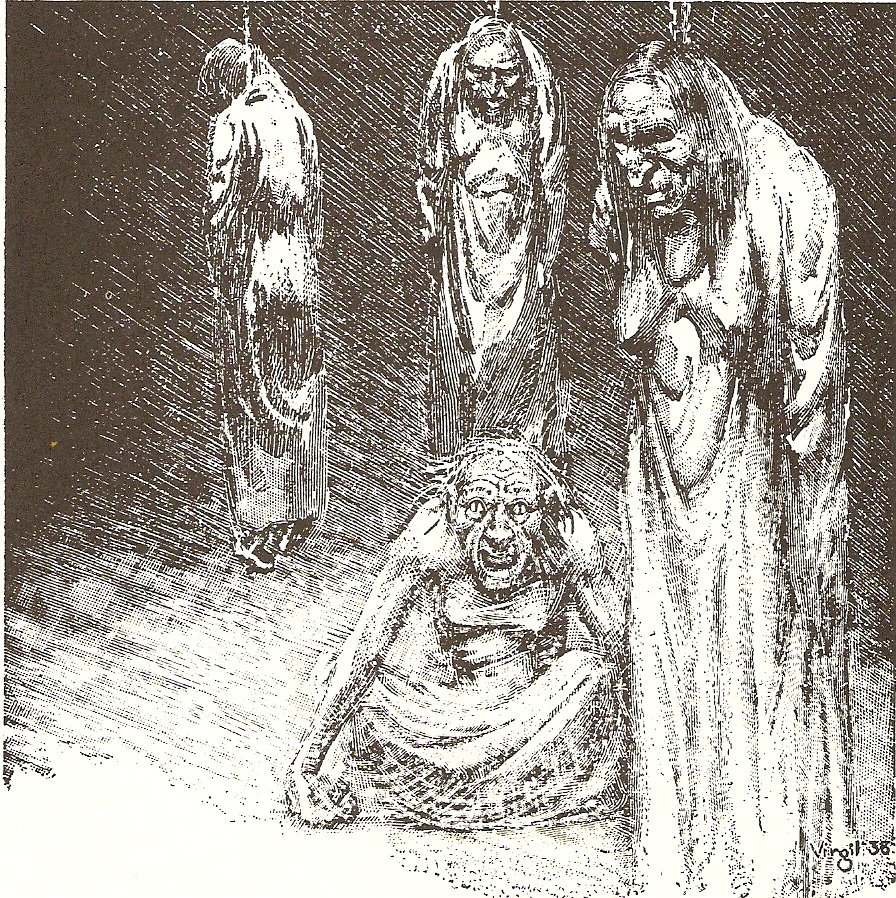
Ілюстрація оповідання Роберта Говарда "Голуби з пекла" 1938 рік